# Йожеф Ашбот
Йожеф Ашбот (угор. József Asbóth; 18 вересня 1917 — 22 вересня 1986) — колишній угорський тенісист.
Найвищу одиночну позицію світового рейтингу — 8 місце досяг 1948 року (за даними Джона Олліффа).
Здобув 48 одиночних титулів.
Перемагав на турнірах Великого шолома в одиночному розряді.
Завершив кар'єру 1957 року.

## Фінали турнірів Великого шолома

### Одиночний розряд (1 перемога)
| Результат | Рік  | Турнір            | Покриття | Суперник       | Рахунок       |
| --------- | ---- | ----------------- | -------- | -------------- | ------------- |
| Перемога  | 1947 | Чемпіонат Франції | Ґрунт    | Ерік Стерджесс | 8–6, 7–5, 6–4 |